# Jarmača
Jarmača (prema jaram) ili gater je stroj koji se koristi u pilanama za uzdužno raspiljivanje drvenih trupaca u piljenice, prizme, grede. Kod jarmače pili se ravnocrtnim gibanjem okvira (jarma), u koji je upeto do dvadeset lisnih pila. Jaram se giba u ravnini okomitoj na smjer pomicanja trupca, i to u okomitim jarmačama gore-dolje, a u vodoravnim ulijevo-udesno. U pilanama se jarmača koristi kao primarni stroj za raspiljivanje oblovine (u tome ju postupno zamjenjuju tračne pile trupčare) ili kao sekundarni stroj za raspiljivanje pilanskih prizmi. 
Jarmače se razlikuju prema brzini vrtnje pogonskoga vratila (sporohodne do 250 okr/min, brzohodne do 350 okr/min, visokoučinske do 400 okr/min a ima i većih), prema izgledu jarma (s punim ili jednostrano bočno otvorenim jarmom) i drugo. Najčešće se primjenjuje okomita jarmača, zbog svojega velikog učinka, velike točnosti piljenja te jednostavnosti održavanja i rukovanja. Posebno je pogodna za piljenje većega broja trupaca sličnih izmjera (dimenzija). Često se koriste po dvije jarmače u jednoj liniji (primarna i sekundarna) ili u kombinaciji s drugim strojem, primjerice strojem za iveranje vanjskih dijela trupca.

## Lisne pile
Strojne lisne pile služe za odrezivanje velikih obradaka. Obradak se učvrsti u stegi i pila se pusti u rad (glavno gibanje). Sama težina okvira lisne pile (ili s dodanim utegom) ostvaruje posmično gibanje. Oblik zubaca ovisi o vrsti materijala koji se pili, ali uvijek mora zadovoljiti kao i drugi rezni alati: čistoću reza, trajnost oštrice i sposobnost rezanja. Kutovi zubaca pile: prednji kut zubaca γ se kreće od 0º do 5º, a stražnji α od 30º do 40º.
Što je manja duljina piljenja ili promjer odabranog predmeta, to i zubi pile moraju biti manji. S njime i razmak između zubi mora biti manji. On se odabire s obzirom na količinu strugotine koja se mora smjestiti u međuprostor zubi i odvesti iz zasjeka (direktno ovisi o duljini piljenja). Što je duljina piljenja veća, veći moraju biti i razmaci među zubima. Vrijedi i obrnuto tj. za male duljine piljenja možemo koristiti male zube i mali razmak među njima. Zupci svih pila su izvinuti (razvraćeni) prema van, odnosno izvan ravnine lista pile, tako da je širina piljenog dijela (propiljka) uvijek veća nego debljina lista pile. To koristimo da se spriječi trenje između lista pile i materijala koji pilimo, te moguće zaribavanje i oštećivanje alata obratka ili alatnog stroja. Razlikujemo više načina izvinuća (razvraćenja) zubaca: lijevo - desno, lijevo - desno – ravno, 3 lijevo - 1 ravno – 3 desno i valovito.